# Tingshuset i Umeå

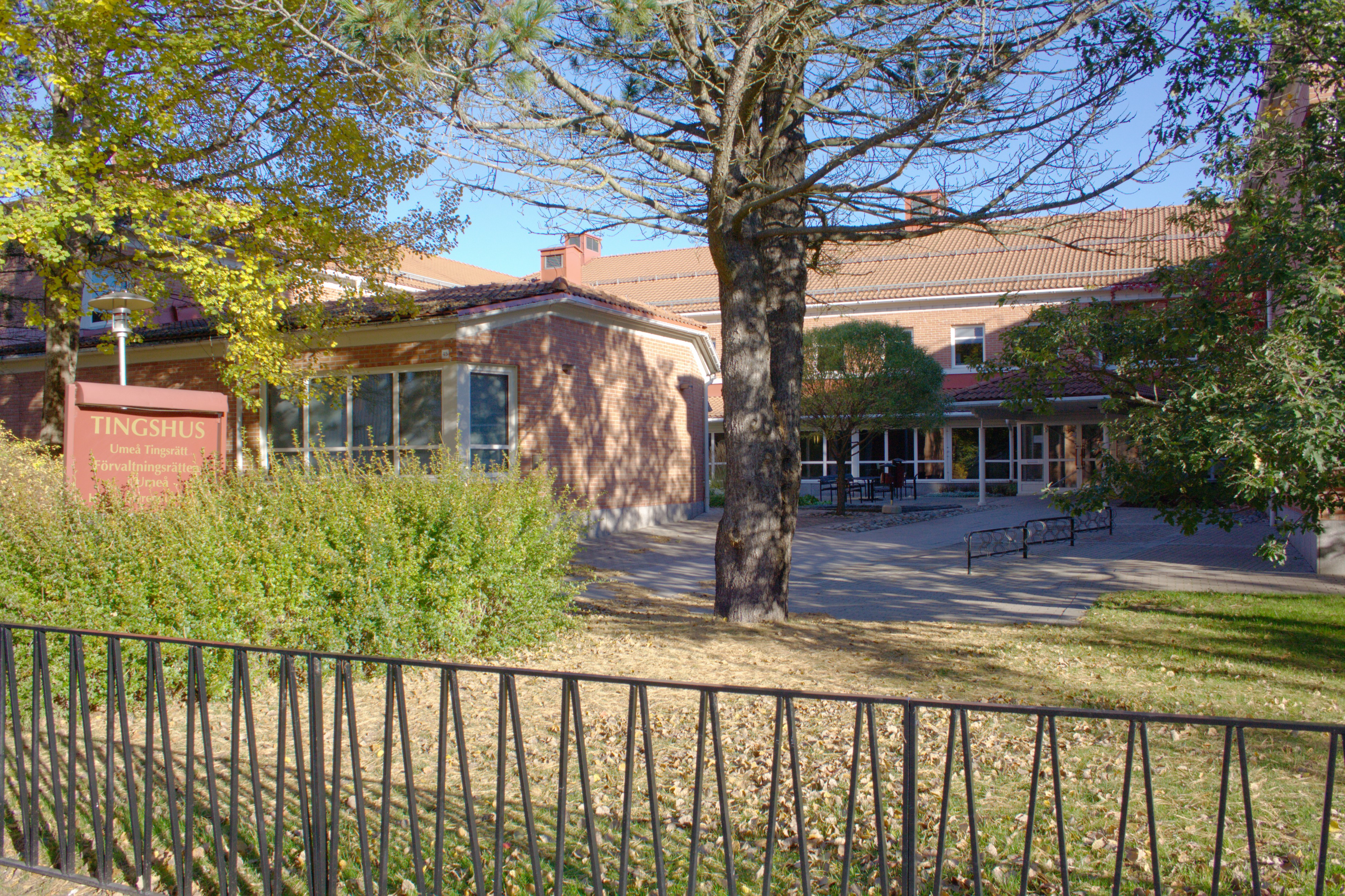
Tingshuset i Umeå

Tingshuset i Umeå är en domstolsbyggnad i Umeå kommun, som samlar olika domstolar och domstolsfunktioner inom respektive domsaga.

## Domstolar och domstolsfunktioner vid Tingshuset
- Umeå tingsrätt
  - Mark- och miljödomstolen vid Umeå tingsrätt
  - Hyres- och arrendenämnden i Umeå
- Förvaltningsrätten i Umeå

## Verksamhet i huset
I tingshuset finns kontor för samtliga funktioner som nämns ovan. Här finns också expedition där handlingar kan lämnas in av parter, och mindre samtalsrum kan bokas för vittnen och målsägande. Det förekommer även att andra domstolar håller förhandlingar i tingshuset, om så är nödvändigt av praktiska skäl.

### Rättegångssalar
Det finns nio olika salar för mindre och större rättegångar. Salarna disponeras av samtliga funktioner. Förvaltningsrätten i Umeå håller även förhandlingar på psykiatriska kliniken vid Norrlands universitetssjukhus. Samtliga rättegångssalar är formade enligt svenska domstolars standard med ett upphöjt bord för rätten och separata bord för parterna. Längst bak finns stolar för åhörare. De övriga salarna har ett konferensbord och ett fåtal platser för åhörare längs väggarna.
- Sal 1 - större rättegångssal med plats för omkring 40 åhörare. Separat ingång för rätten.
- Sal 2 - rättegångssal med plats för omkring 20 åhörare. Separat ingång för rätten och tilltalad som är häktad.
- Sal 3 - rättegångssal med plats för omkring 20 åhörare. Separat ingång för rätten och tilltalad som är häktad.
- Sal 4 - mindre sal med konferensbord. Separat ingång för rätten och en av parterna.
- Sal 5 - rättegångssal med plats för omkring 15 åhörare. Separat ingång för tilltalad som är häktad och målsägande.
- Sal 6 - säkerhetssal med plats för omkring 20 åhörare. Separat ingång för tilltalad som är häktad och målsägande. Extra många platser för tilltalade med ombud. Avskärmad med glas från åhörarplatserna.
- Sal 7 - mindre rättegångssal med plats för omkring 20 åhörare. Används oftast vid tvistemål, även vårdnadstvister.
- Sal 8 - mindre sal med konferensbord, utan separata ingångar. Ett fåtal platser för åhörare.
- Sal 9 - mindre sal med konferensbord. Ett fåtal platser för åhörare.

## Bombattentatet 2003
Klockan 08:30 på morgonen den 30 januari 2003 exploderade en bomb utanför tingshuset och skadade en 37-årig man allvarligt. Byggnader runtomkring och själva tingshuset skadades av explosionen. Rättegången inleddes den 23 april samma år och två män, 22 respektive 37 år gamla, stod åtalade för bland annat mord. Den 33-årige mannen dömdes till livstids fängelse, 22-årigen till 12 års fängelse. I slutet av 2014 fick han straffet tidsbestämt till 24 års fängelse, vilket innebär frigivning efter 16 år, alltså i februari 2019.